# 장 앙살디
장 앙살디(Jean Ansaldi, 1934년 7월 30일 - 2010년 9월 9일)는 망통(Menton)에서 태어나 2010년 9월 9일 아비뇽(Avignon)에서 사망한 프랑스의 개신교 목사이자 신학자이며, 몽펠리에 개신교신학대학교의 교수였다. 한국에서 예명대학원대학교의 강응섭 박사가 그의 제자이다.

## 약력
장 앙살디는 1955년부터 1962년까지 몽펠리에 개신교신학대학교에서 신학을 공부했으며, 그 기간 중 알제리 전쟁(1958~1959)에 징집되어 참전하기도 했다. 그의 신학 학사 논문은 「사도적 직무의 교회적 측면과 그 지속성」에 관한 것이었다. 그는 1962년부터 1970년까지 샤랑트(Charente) 지역의 자르낙(Jarnac) 교구와, 1970년부터 1977년까지 가르드(Gard) 지역의 위제스(Uzès) 교구에서 프랑스 개혁교회 목사로 활동했다. 이후 몽펠리에 개신교 신학대학의 윤리학 교수로 임명되었고, 1981년에는 스트라스부르 개신교 신학대학에서 로제 멜(Roger Mehl) 교수의 지도 아래 「인간 윤리와 기독교 성화」라는 주제로 국가박사학위(Thèse d'État)를 받았다. 은퇴할 때까지 그는 몽펠리에 신학대학에서 가르쳤으며, 동시에 폴 발레리 몽펠리에 3대학에서 정신분석학 강의를 진행했다.

## 장 앙살디의 신학
앙살디 사상의 독창성은 신학과 정신분석학의 접점을 설정한 데 있다. 이는 그의 주요 저서인 『믿음, 신학, 성서의 연결』에서 주된 주제로 다뤄졌으며, 그 핵심 사상은『오늘날 믿음을 말하다』에서 대중화되어 소개되었다. 앙살디에게 있어 루터의 신학에서 깊이 영향을 받은 구원은, 유한성(십자가)이라는 자리에서 말씀하시는 하나님의 ‘이름 짓는 말씀’ 안에 담겨 있다. 인간이 우선이 아니고, 하나님이나 그분의 행동과 성서가 먼저가 아니다. 가장 우선적인 것은 ‘다마스커스의 길’이며, 이는 화려하지 않더라도 길 잃은 나(I)와 내 삶을 찾으시는 그리스도의 만남이다. 이 만남의 우선성이 그의 사상을 지배한다. 즉 하나님과 인간에 대한 모든 지식은 이 믿음의 만남 이전에는 성립할 수 없다. 이는 루터파 경건주의(요한 아른트, 게르하르트 테르슈테겐, 니콜라우스 폰 친젠도르프)와 닮아 있으나, 앙살디는 이 만남이 언어 밖에서 일어난다고 보고, 그 후에야 비로소 그 만남을 언어로 표현할 수 있으며, 그 언어는 문화적·신학적 맥락에 크게 의존한다고 본다. 이러한 점에서 그는 루돌프 불트만과 게르하르트 에벨링 등 다른 루터 신학자들과도 연결된다. 이 구원적 만남은 계속 반복되며, 신자는 두 번째로 하나님과 인간에게로 돌려보내진다. 유한한 그리스도 안에 들어오신 하나님, 그리스도와 만나는 장소로 주어진 성서와 성례전으로 되돌아간다. 또한 신학의 글쓰기는 하나님 자신의 본질에 대해서는 무의미하나, 그리스도 안에서의 계시라는 현장에서는 의미를 가진다고 본다. 더불어 인간은 이 만남 이전까지는 방황하는 존재이며, 말씀을 통해 ‘자기 바깥에서(extra se)’ 자신의 정체성을 받음으로써 참된 인간성을 실현한다고 본다. 여기서 율법과 복음의 긴장이 작동한다. 율법의 두 번째 사용(교사적 용도)은 필수적이다. 이는 인간 안에 결핍을 만들어 복음이 들어올 자리를 마련하기 위해서다. 이때 율법의 선행성은 논리적이지 항상 시간적 순서로 앞서는 것은 아니다. 또한 율법의 첫 번째 사용(시민적 용도)은 사회가 혼란과 약자의 죽음으로 빠지지 않도록 인간 관계를 규제한다. 반면 율법의 세 번째 사용(규범적 용도)은 포기한다. 왜냐하면 하나님 앞에서 신자는 ‘너는 반드시 하라’라는 율법 없이도 사랑을 더듬으며 표현할 수 있기 때문이다. 신학은 성서와 교회 공동체라는 삶의 현장을 오가며 실천 가능성이 시험되는 과정에서 형성된다. 앙살디는 신앙의 삶이 돌봄받고 형성되는 두 가지 자리를 제시했는데, 하나는 목회상담(『목회적 대화』)이고, 다른 하나는 기도로서, 기도는 ‘타자(하나님)의 말’과 리듬 안에서 깊어지며, 따라서 예배(『기도의 싸움』)는 첫 번째 치료의 자리가 된다. 앙살디는 윤리의 장을 하나님 앞과 사람 앞이라는 두 자리로 나누어 분석하고자 했다. 그는 이를 혼동하지 않기 위해 성화와 윤리를 구분했다(『윤리와 성화』 참고). 하나님 앞에서의 성화는 그리스도인의 제사장적 사역(사람들에게 하나님을 말하고, 하나님께 사람들을 말하는 일)에 점점 더 자신을 내어주는 것이라 보았다. 성화는 규범적 율법을 따르지 않는다. 반면 윤리의 영역에서 신자는 하나님 자신의 비밀을 알지 못하므로 신앙이 정치적 선택이나 다른 결정들을 자동으로 올바르게 이끌어주지 않는다. 앙살디가 마지막으로 쓴 논문은 『신학과 종교 연구(Études théologiques et religieuses)』에 실린 「강박성과 도착증에서 벗어난 신학적 윤리」로, 그의 윤리 사상의 종합이라 할 수 있다.

## 같이 보기
- 몽펠리에 개신교신학대학교
- 강응섭
- 장-다니엘 꼬스